# 2010年バンクーバーオリンピックのイギリス選手団
2010年バンクーバーオリンピックのイギリス選手団（2010ねんバンクーバーオリンピックのイギリスせんしゅだん）は、2010年2月12日から2月28日までカナダのブリティッシュコロンビア州バンクーバー市で開催された2010年バンクーバーオリンピックのイギリス選手団、およびその競技結果。

## 概要
今大会は金メダル1個を獲得した。
唯一のメダルとなったのは、スケルトン女子のエイミー・ウィリアムズによる金メダル獲得で、イギリス選手団としては2002年ソルトレークシティオリンピックのカーリング女子以来2大会ぶりの金メダル獲得となった。

## メダル
| メダル | 選手名                 | 競技       | 種目 |
| ------ | ---------------------- | ---------- | ---- |
| 金     | エイミー・ウィリアムズ | スケルトン | 女子 |